# Айова (река)
А́йова (англ. Iowa River) — река в штате Айова в США, правый приток Миссисипи. Длина реки — 520 км, речное судоходство возможно на расстоянии около 105 км от устья. Главный приток Айовы — река Сидар.

## Описание
У своих истоков в округе Хэнкок Айова делится на две ветви — Западную и Восточную, обе около 61 км длиной. Они сливаются у города Бэлмонд, далее река течёт в юго-восточном направлении до своего впадения в Миссисипи.
Айова известна рыболовным туризмом и коммерческим ловом рыбы. В реке водятся большеротый и малоротый окунь, судак, щука, канальный сомик, оливковый сомик. В речных резервуарах разводят карпов и буффало.
На реке имеется государственный заповедник Пайн-Лейк в городе Элдора. Вдоль реки частично пролегает граница между городами Коралвилл и Айова-Сити.

## Наводнения
Айова часто разливается, затапливая прибрежные города. Серьёзные наводнения происходили в 1993 году и в июне 2008 года.